# Kenéz
Kenéz je vas na Madžarskem, ki upravno spada pod podregijo Sárvári Županije Vas.